# Луна (фильм, 1979)
«Луна» — драматический фильм 1979 года, снятый Бернардо Бертолуччи по сценарию, написанному в соавторстве с его братом Джузеппе и женой Клэр Пепло. Фильм рассказывает о беспокойной жизни подростка и его отношениях с родителями, в том числе об инцестуальных отношениях с его матерью, оперной певицей. В ролях Джилл Клейбург, Мэтью Бэрри, Томас Милиан, Фред Гвинн, Вероника Лазар и Алида Валли. Совместное итало-американское произведение «Луна» было выпущено компанией 20th Century Fox 29 августа 1979 года. Он получил неоднозначные отзывы критиков, хотя игра Джилл Клейбург получила широкую оценку, что принесло ей номинацию на «Золотой глобус» за лучшую женскую роль в кино в жанре драма.
Фильм посвящен частому соратнику Бертолуччи Франко Аркалли, который умер от рака во время подготовки к съемкам.

## Сюжет
Джо — сын известной оперной певицы Катерины Сильвери. Хотя он считает, что муж Катерины, Дуглас Винтер, является его биологическим отцом, правда в том, что  отцом Джо был бывший любовник Катерины Джузеппе, который сейчас живет в Италии и работает школьным учителем. Джо, угрюмый и избалованный, нуждается в сильном отце, который бы направлял и дисциплинировал его, но Дуглас отстранен и в значительной степени безразличен к воспитанию детей. Когда Джо становится свидетелем внезапной смерти Дугласа в Нью-Йорке, он злится и обезумел. Катерина, не желая оставаться на Манхэттене после смерти Дугласа, решает переехать в Италию со своим сыном. Там Джо начинает общаться с опасной толпой и пристрастился к героину.
Катерина убита горем и надеется вернуть сына к более безопасному и здоровому образу жизни. Во многих случаях она пытается эмоционально сблизиться со своим сыном, надеясь, что более тесный контакт возьмет верх над очарованием наркотиков. Она даже связывается с его наркоторговцем, чтобы попросить сочувствия к ее ситуации. В какой-то момент, когда Джо отчаянно нуждается в лекарстве, его мать мастурбирует его, просто чтобы временно отвлечь его мысли от наркотиков.
Не видя другой альтернативы, она решает поехать туда, где они изначально жили, где живет ее отчужденный любовник, в надежде, что какая-то отцовская связь вылечит ее сына. По пути напряженность, в том числе сексуальная, срывает и продлевает поездку. В конце концов, сына подвозят к дому Джузеппе, но Джо вместо того, чтобы сказать отцу, что он его сын, говорит, что вместо этого он друг его сына, и что его сын принял передозировку героина после того, как всю жизнь суматоху из-за отсутствия его биологический отец. Достигнув некоторого завершения для мальчика, он возвращается к своей матери, которая готовится к опере. Обнявшись, они подтверждают свою любовь друг к другу, и вместе сын и его отец, пришедшие посмотреть представление и теперь знающие, кто Джо на самом деле является его ребенком, слышат, как Катерина поет в лучшем виде.

## Критика
В своем двухзвездочном обзоре критик Роджер Эберт написал о Бертолуччи: «У него есть мыльная опера и фрейдистская история болезни (традиционные враги в их естественном состоянии), и он заставляет их совокупляться».
В London Review of Books Анджела Картер написала о спектакле Джилл Клейбург: «Джилл Клейбург, схватившись за горло за возможность работать с великим европейским режиссером, дает бравурное выступление: она подобна жизненной силе в человеке».
В записи от 7 сентября 1979 года российский кинорежиссер Андрей Тарковский записал в дневнике: «Видел „Луна“ Бертолуччи. Чудовищная, дешевая, вульгарная чепуха».
Фильм был ненадолго запрещен в Эквадоре в 1980 году Абдалой Букарамом, в то время начальником полиции. Букарам закрыл все кинотеатры, в которых показывали фильм. Однако годы спустя фильм был показан по национальному телевидению без каких-либо последствий.